# Rhétorique à Herennius
La Rhétorique à Hérennius, en latin Rhetorica ad Herennium, d’un auteur anonyme du Ier siècle avant l’ère chrétienne, dispute au De inventione de  Cicéron le rang du plus ancien manuel de rhétorique latine connu. Il sert toujours de livre de référence pour qui étudie l’art oratoire.
Ce fut un ouvrage incontournable pour les étudiants et les lettrés du Moyen Âge et de la Renaissance. De pair avec le De inventione, il servait à l’enseignement de la rhétorique et sa popularité est clairement attestée par le grand nombre de manuscrits (plus d’une centaine) qui nous sont parvenus et par les nombreuses traductions de l’original latin en langues vernaculaires. 
L’ouvrage s’intéresse aux applications pratiques de la rhétorique et en étudie des exemples. C’est également le texte le plus ancien connu qui traite de la rhétorique d’une façon aussi structurée et rigoureuse. 
Le passage qui examine l’elocutio, c’est-à-dire le style, est la plus ancienne étude systématique du style latin, émaillée d’un grand nombre d’exemples empruntés à l’actualité de son époque. Le traité reflète l’émergence d’un style nouveau qui devait s’épanouir dans le siècle qui suivit sa rédaction, provoquant une véritable révolution dans les lettres et l’art oratoire romains. C’est également dans ce traité que l’on trouve pour la première fois exposée la méthode mnémotechnique des loci ou topoi, qui est à l’origine d’un nouveau genre, l’art de mémoire (Ars memoriae).

## Auteur
Le manuscrit original ayant disparu, et avec lui le nom de l’auteur, celui-ci est resté inconnu malgré les efforts des spécialistes. Quintilien semble l'attribuer à Quintus Cornificius. La paternité du texte est attribuée à Cicéron par Jérôme de Stridon. Cette attribution est longtemps admise en raison des analogies avec le De inventione de Cicéron. Dans les manuscrits médiévaux, la Rhetorica ad Herennium figure après ce livre, ce qui lui a valu le surnom de Rhetorica secunda au XIIe siècle, ou de Rhetorica nova de la part des éditeurs qui pensaient que Cicéron avait souhaité reprendre et corriger le De Inventione, texte de jeunesse qu'il critique dans le De Oratore. Dès le XVe siècle, des spécialistes (Lorenzo Valla, Raphael Regius en 1491) contestent cette attribution qui dès lors donne lieu à de nombreux débats. En 1835, le texte figure encore dans l’édition française des Œuvres complètes de Cicéron publiée chez Panckoucke dans une traduction de M. Delcasso. Ce dernier signale la polémique et les attributions selon lui fantaisistes qui ont été proposées et tranche en faveur de Cicéron en s'appuyant sur des autorités telles que Jérôme. Pour lui il s’agit d’une œuvre de jeunesse, que Cicéron aurait corrigée et remaniée pour composer le De Inventione, ce qui explique à la fois les similitudes et les différences entre les deux textes. À sa suite, Charles Nisard dans sa préface de 1869 soutient l'attribution à Cicéron, notamment en raison des sympathies exprimées pour les tribuns populares, position politique qu'il attribue au jeune Cicéron.
Les adversaires de l’attribution à Cicéron font valoir qu’elle est tardive, puisqu’elle date de Jérôme de Stridon (vers 340 - 30 septembre 420). Parmi les auteurs qui citent le De Inventione, ni Quintilien (Ier siècle apr. J.-C.), ni Aulu-Gelle (v. 115-120 – 180), Marius Victorinus (milieu du IVe siècle), Maurus Servius Honoratus (fin du IVe siècle apr. J.-C.), ni même Cassiodore (vers 485 - vers 580) ne mentionnent un tel ouvrage comme étant de la main de Cicéron. Selon les auteurs modernes qui contestent l’attribution à Cicéron, par exemple Henri Bornecque, le texte permet d’esquisser le portrait d’un homme mûr, ce qui contredit l’hypothèse d’une œuvre de jeunesse. Selon lui encore, l’auteur de La Rhétorique témoigne de goûts littéraires et de partis pris politiques fort éloignés de ceux de Cicéron et il se montre critique vis-à-vis des auteurs grecs, ce qui n’est pas le cas de Cicéron. Cornificius pourrait être l'auteur, en raison des similitudes sur l'enseignement de la stylistique exprimé dans la Rhétorique et celui de Cornificius, cité par Quintilien. Guy Achard a proposé une autre hypothèse : se fondant sur le passage du livre (en III, 3) où l'auteur dit avoir l'intention d'écrire sur l'administration de l'Etat et sur la guerre - ce que ne pouvaient faire à Rome, à cette époque, que des gens dotés d'une expérience pratique en ces domaines - il estime que celui-ci était un sénateur, et - en raison des exemples politiques choisis - un sénateur proche des populares.

## Sources
La Rhétorique à Herennius fait référence sans toutefois les nommer aux rhéteurs grecs. Avant elle, il n'existe pas d'œuvre didactique systématiquement consacrée à l'art de la parole qui nous soit parvenue. D'Isocrate (actif entre 390-338 av. J.-C.) nous est parvenu un texte qui concerne un aspect du discours épidictique, le Panégyrique, d'Aristote une Rhétorique (vers 332 av. J.-C.) ; il existe d'autres écrits anonymes, tel la Rhétorique à Alexandre, et surtout de nombreuses allusions et citations dans les écrits des contemporains ou des successeurs des professeurs de rhétorique. En l'absence de preuves textuelles, les spécialistes ont souligné l'influence de l'école de Rhodes sur la base des idées développées dans le traité. Le texte cite Démosthènes et Eschine et, à travers les références à Homère, Pythagore, Isocrate, Socrate ou Théophraste, témoigne d'une connaissance de la littérature grecque qui resterait assez lacunaire. L'auteur se réfère en revanche fréquemment à l'histoire récente, notamment à la guerre sociale ou aux guerres civiles entre Marius et Sylla. Il cite les orateurs romains, témoignant d'une admiration particulière pour Caius Gracchus et Lucius Licinius Crassus.

## Datation
Sur la base des événements historiques les plus récents cités par l’auteur, le traité pourrait avoir été écrit entre 86 et 82 av. J.-C., ce qui le met en concurrence avec le De inventione pour le rang de premier traité rhétorique rédigé en latin. Toutefois, Stroh remarque que les enseignements communs aux deux ouvrages sont toujours mieux exprimés chez Cicéron. De surcroit, le De oratore étudie dix-sept procédés pour réveiller l'intérêt d'un auditoire fatigué, tandis que l'Herennius se contente d'en donner une liste, ce qui amène Stroh à avancer que la Rhétorique à Herennius serait inspiré du De Oratore, donc postérieur à 55 av. J.-C..

## Structure
Se présentant comme une lettre de l’auteur à Herennius, il est divisé en quatre livres, eux-mêmes comportant des subdivisions. Chaque livre comporte un préambule et une conclusion. 
- Le Livre I introduit les points que devra traiter l'ouvrage : les différentes sortes de discours (judiciaire, délibératif et épidictique) et les compétences que doit acquérir l’orateur touchant l’invention, la disposition, l’élocution, la mémoire et la performance, compétences qui s'acquièrent par la théorie, l’imitation mais surtout l’exercice.
L’auteur entre ensuite dans le vif de son sujet en commençant par l’invention, ce qui l’amène à l’étude du discours qu’il recommande de structurer selon le découpage suivant : exorde, narration, division, confirmation, réfutation, péroraison. Suit un passage consacré aux causes judiciaires, qu'il interrompt délibérément pour ne pas lasser son lecteur[11].
- Le livre II résume brièvement les sujets abordés dans le livre précédent avant de reprendre l’analyse de l’invention appliquée au discours judiciaire, le plus délicat aux yeux de l’auteur[11].
- Le livre III étudie successivement des deux autres formes de discours, délibératif et épidictique, qui terminent la partie consacrée à l'invention, pour passer à la disposition, la mémoire et la performance[11].
- Le livre IV est consacré à un discours illustrant les conseils théoriques donnés dans les livres précédents, où l’auteur débat des raisons qui l'ont poussé à choisir des exemples qu'il a lui-même inventés plutôt que les choisir dans la littérature comme le préconisent les rhéteurs grecs. Il étudie ensuite l’élocution[11].

## Postérité
Au Moyen Âge, la rhétorique est une des branches du Trivium, un enseignement qui s'appuie essentiellement sur trois traités antiques, le De inventione de Cicéron, la Rhétorique à Herennius, qui lui est attribué, et l'Institution oratoire de Quintilien.

## Éditions
- Rhétorique à Herennius, sur mediterranees.net
- Rhétorique à Herennius, trad. de Charles Nisard, 1869, Paris, sur remacle.org
- Rhétorique à Herennius, Texte établi et traduit par G. Achard, ed. Les Belles-Lettres, 1989  (ISBN 978-2-251-01346-6)
- (de) Rhetorica ad Herennium (Friedrich Marx, ed. Prolegomena in editio maior .), Tuebner, Leipzig, 1923.